# Bandeira da Suécia
A Bandeira Nacional da Suécia tem uma cruz nórdica amarela com as pontas estendidas até os cantos da bandeira, em fundo azul, à semelhança das bandeiras dos outros países nórdicos.

A forma de cruz é inspirada na bandeira dinamarquesa (Dannebrogen), representando essa cruz o cristianismo. Segundo a tradição, as cores da bandeira - azul e amarela - são baseadas no brasão de armas sueco de 1442, que é dividida em quatro partes por uma cruz pátea dourada. O azul e o amarelo são usados como cores suecas pelo menos desde o brasão de armas do rei Magno III de 1275.

## Especificações

### Bandeira do Estado e bandeira civil

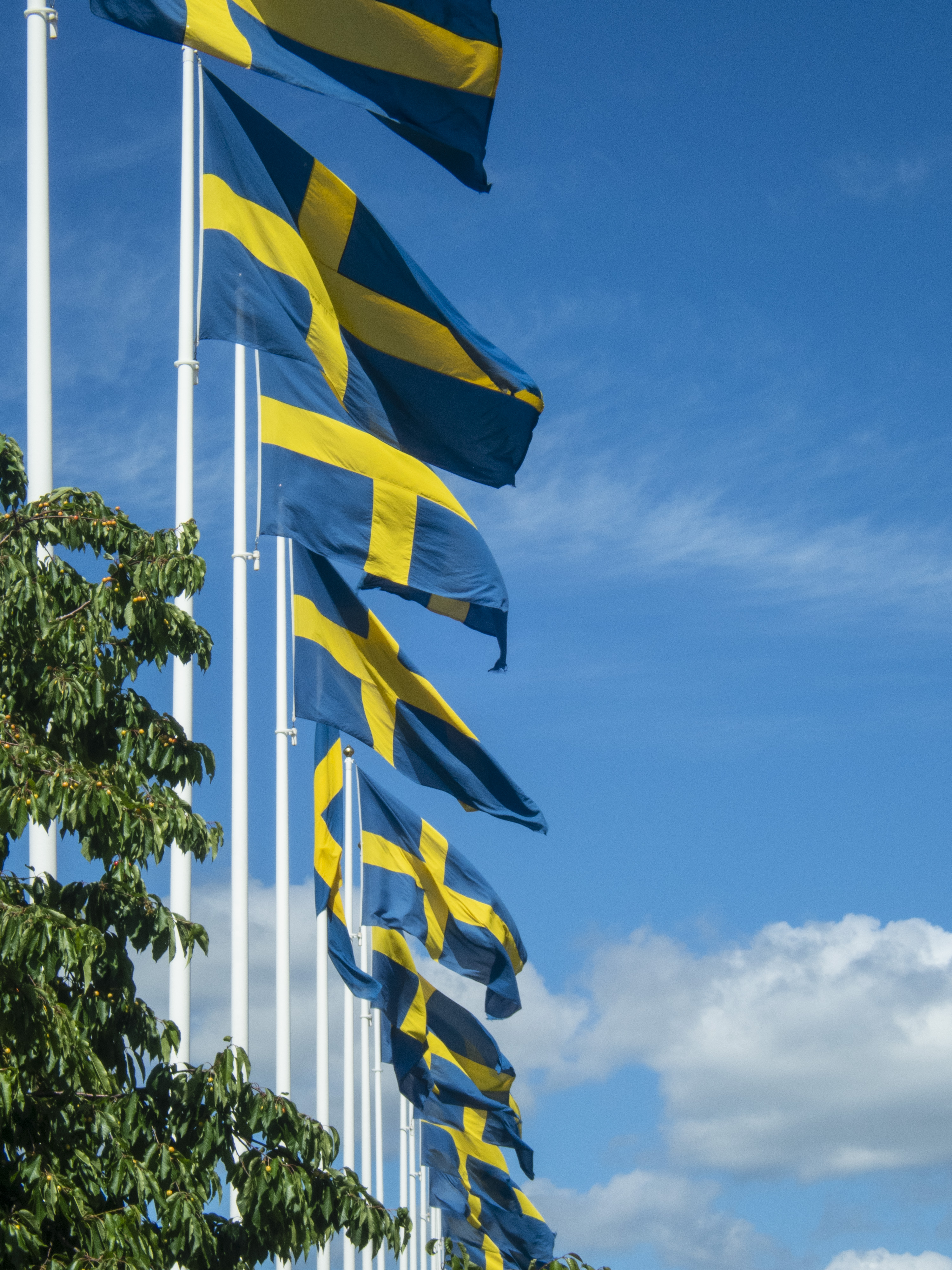
Bandeira do Reino da Suécia.

As dimensões da bandeira sueca são 5:2:9 horizontalmente e 4:2:4 verticalmente. As dimensões da bandeira com três caudas são 5:2:5:8 horizontalmente e 4:2:4 verticalmente. As cores da bandeira são estabelecidas oficialmente pelo Natural Color System (sistema de cores naturais), sendo o amarelo NCS 0580-Y10R e o azul NCS 4055-R95B. O formato da bandeira do Estado é idêntico ao da bandeira civil. As leis suecas não regulam o design do galhardete sueco, mas é recomendado que o esquema de cores corresponda com o da bandeira original.

### Estandarte militar
A bandeira com três caudas (tretungad flagga) é usada como estandarte militar (örlogsflaggan). Sua relação global, incluindo as caudas, é 1:2. A bandeira também é usada como bandeira marítima da Suécia (örlogsgösen). A bandeira naval é menor que o estandarte, mas tem as mesmas proporções. A bandeira com corte em V era originalmente emblema pessoal do rei, ou um emblema representando um comando enviado pelo rei. Ela também possuía duas pontas, mas, na metade do século XVII, a bandeira com três caudas surgiu. A bandeira também é usada pelo ministro da defesa, enquanto ministros civis usam bandeiras quadradas. 

### Bandeira soberana
A bandeira real sueca (Kungl. flaggan) é idêntica à bandeira militar de três caudas, mas normalmente possui no centro um quadrado branco com um brasão de armas maior ou menor do reino (Stora Riksvapnet ou Lilla Riksvapnet, respectivamente) com a Ordem do Serafim, que tem o Rei da Suécia como grão-mestre. O rei decide pessoalmente sobre o uso específico da bandeira real.

## História

### Mitologia
De acordo com a lenda, no século XII, o rei Érico IX viu uma cruz de ouro no céu quando ele conquistou o território da Finlândia durante a Primeira Cruzada Sueca em 1157. Vendo isso como um sinal de Deus, ele adotou a cruz de ouro sobre um fundo azul como seu estandarte, apesar de a cruz de ouro ter virado uma cruz amarela devido à praticidade. O problema da mitologia é parcialmente devido ao fato de atualmente não haverem provas sobre a cruzada e parcialmente por não haver descrições da bandeira até o século XVI. 
Também foi sugerido que a bandeira sueca pudesse ser uma bandeira de resistência à bandeira dinamarquesa, que é vermelha com uma cruz branca e surgiu mitologicamente em 1219, mas não foi retratada até o século XIV. De acordo com essa teoria, a bandeira sueca foi criada durante o reino do rei Carlos VIII, que também introduziu o brasão de armas da Suécia em 1442. O brasão nacional de armas é uma combinação do brasão do rei Alberto, de 1365, e do rei Magno III, de 1275, e é dividida em quatro lados azuis por uma cruz pátea de ouro. Outros historiadores dizem que a bandeira sueca era azul com uma cruz branca antes de 1420, e virou azul com uma cruz amarela apenas durante o começo do reinado de Gustavo I, que depôs o rei Cristiano II em 1521.

### História recente
A data exata da bandeira sueca é desconhecida, mas o registro mais antigo de um fundo azul com uma cruz amarela é datada do começo do século XVI, durante o reinado de Gustavo I. A primeira descrição legal da bandeira foi feita em um registro Real em 19 de abril de 1562, como uma "cruz amarela formada no azul". Como estipulado no registro Real de 1569, a cruz amarela tem sempre que ser usada em estandartes e bandeiras de guerra suecos. Antes disso, uma bandeira similar apareceu no brasão de armas do ducado do rei João III, que hoje é a Finlândia Própria. O mesmo brasão de armas continua sendo usado pela província. 

#### Bandeira de três caudas
Um registro Real de 6 de Novembro de 1663 regulou o uso da bandeira de três caudas para ser usada apenas como bandeira de Estado e insígnia militar. De acordo com o mesmo registro, navios mercantes apenas eram permitidos a usar uma bandeira quadrada de cidade com as cores respectivas da província. Na prática, contudo, a frota mercante começou a usar a insígnia civil da bandeira do Estado na forma de quadrado. Numa instrução governamental de como construir um barco de 1730, essa insígnia civil devia possuir as mesmas proporções e cores da bandeira do Estado, com a notável diferença de ser um quadrado. Em 1756, o uso do galhardete por navios privados foi proibido.

#### Bandeira azul
Um registro Real de 18 de Agosto de 1761 estipulou que uma bandeira de três caudas totalmente azul devia ser usado pela tropa arquipélago (skärgårdsflottan), um ramo do exército encarregado de defender o arquipélago ao longo da costa sueca. O comandante da frota estava autorizado a usar a insígnia comum de guerra em cima do azul quando isso era "apropriado". A bandeira azul foi usada até 1813.

### União entre Suécia e Noruega

#### Bandeiras da união de 1815 e 1818
Em 6 de Junho de 1815, uma insígnia militar comum foi introduzida para os dois reinos unidos da Suécia e Noruega. A insígnia era idêntica à insígnia de três caudas sueca, com um sautor branco no vermelho no cantão. Proposto pelo primeiro ministro e unionista norueguês Peder Anker, o sautor branco sobre um fundo vermelho simbolizaria a Noruega, já que o país antigamente era unido à Dinamarca e inicialmente usava a mesma bandeira como um país independente, mas com o brasão de armas nacional no cantão.
Navios noruegueses continuaram a usar a insígnia civil dinamarquesa após o Cabo Finisterra, mas usava a insígnia sueca no Mediterrâneo para se protegerem dos piratas. Uma bandeira civil comum aos dois países foi introduzida em 1818, no padrão da bandeira naval, mas em forma quadrada. Esta bandeira foi opcional para navios suecos, mas obrigatória para os noruegueses em águas distantes. Em 1821, a Noruega adotou uma nova insígnia nacional, idêntica à bandeira norueguesa atual. 
Seguinte a adoção da bandeira norueguesa, uma regulamentação Real de 17 de Julho de 1821 estipulou que navios dos dois reinos usassem a insígnia civil em forma de quadrado (com o sautor no cantão) nas "águas distantes" (depois do Cabo Finisterra). Nas "águas distantes", eles possuíam o direito de usar qualquer insígnia civil em forma de quadrado de seus respectivos países, ou o uniforme da insígnia da união civil. O sistema funcionou até 1838

#### Bandeiras da união de 1844
Uma resolução Real de 20 de Junho de 1844 introduziu novas bandeiras e heráldicas para denotar a situação igual dos dois reinos dentro da união. Ambos os países possuíam insígnias civis e militares do mesmo padrão: a bandeira de seu país com a marca da união no cantão, combinando as cores dos dois países. A bandeira naval era baseada na bandeira de três caudas sueca. Em adição, a nova marca da união deveria ser usada como bandeira marítima e como bandeira para representações diplomáticas no exterior. O registro também estipulou que a frota marítima usasse a bandeira de seus países em formato quadrado, incluindo a nova marca da união. Insígnias reais também foram introduzidas para ambos os países, sua respectiva insígnia naval com a marca da união com a adição do brasão de armas no centro da cruz. As novas bandeiras da união foram bem aceitas pelos noruegueses, que pediam sua própria insígnia militar desde o início da união. Na Suécia, contudo, a nova marca da união se tornou bastante impopular e foi desdenhosamente nomeada de Sillsallaten (sueco) ou Sildesalaten (norueguês) depois de um prato colorido de arenque em conserva, decorado com beterraba vermelha e maçãs. Acredita-se que esse nome foi primeiramente usado em um discurso de Lord Brakel na Casa da Nobreza em Estocolmo.
Durante o século XIX, foram emitidos vários regulamentos sobre o uso de bandeiras suecas. A insígnia militar também deveria ser usada por navios e construções do governo, como alfândegas, praticagem e serviço postal. Para esse uso, a insígnia deveria possuir um campo branco com uma marca dourada: para a praticagem, uma âncora com uma estrela; para as alfândegas, a letra "T" com uma coroa em cima; para o serviço postal, uma corneta postal com uma coroa real. Em 7 de Maio de 1897, uma bandeira do Estado alternativa. Essa bandeira em corte de V foi usada pelos navios e construções do governo que não usavam a bandeira militar de três caudas. 
Durante a segunda metade do século XIX, a dessatisfação dos noruegueses com a união fez com que houvesse um pedido para retornar para a bandeira "pura" de 1821 sem a marca da união. Opositores da união começaram a usar essa bandeira muitos anos antes de ela ser oficialmente reconhecida. Durante a década de 1890, duas sessões consecutivas do parlamento norueguês votaram para abolir a marca, mas a decisão real vetou a votação. Contudo, em 1898, quando a lei da bandeira foi votada pela terceira vez, o rei teve de sancioná-la. Em 8 de Outubro de 1899, a marca da união foi removida da bandeira civil norueguesa. Como a insígnia militar da Noruega, de acordo com a constituição de 1814, era um símbolo da união, a marca continuou nas bandeiras militares até o fim da união com a Suécia. Insígnias militares "puras" foram hasteadas nas fortalezas e navios em 9 de Junho de 1905.
A marca da união continuou na bandeira sueca até 1905, quando a lei de 28 de Outubro de 1905 estipulou a exclusão da marca da bandeira a partir de 1 de Novembro do mesmo ano.

### Bandeira de 1906
Em 1 de Novembro de 1905, a bandeira de três caudas se tornou bandeira marítima da Suécia. A lei da bandeira de 22 de Junho de 1906 regulamentou ainda mais o uso e o desenho da bandeira, com um azul mais claro sendo usado. A bandeira de Estado se tornou idêntica à bandeira quadrada civil, e todo o uso privado da bandeira de três caudas foi proibida.

#### Recomendações atuais
Quando usado a partir de um mastro independente, é recomendado que o tamanho da bandeira tenha uma largura correspondente a um quarto da altura do mastro. Quando usado a partir de um mastro que se estende a partir de um edifício, é recomendado que a bandeira tenha uma largura correspondente a um terço da altura (comprimento) do mastro. É mais recomendado que a bandeira esteja hasteada apenas durante o dia e não abaixá-la depois das nove da noite. Apenas quando o país está em guerra que é recomendado que ela fique hasteada também à noite.

#### Bandeira Real
O rei e a rainha usam a bandeira Real com o brasão de armas maior . Os outros membros da casa real usam a bandeira Real com o brasão de armas menor. Em navios de guerra, a bandeira do rei é hasteada juntamente com um galhardete curto com o brasão de armas maior. Da mesma forma, a bandeira do herdeiro é levantada juntamente com um galhardete curto com o brasão de armas menor em navios. 
O Marechal Sueco do Reino (Riksmarskalken) publicou uma série de decisões em relação a bandeira Real da Suécia. Na decisão de 6 de Abril de 1987, regras foram definidas sobre como hastear a bandeira no Palácio Real de Estocolmo.
- A bandeira Real com o brasão de armas maior é hasteada no Palácio Real quando Sua Majestade, o Rei, está dentro do reino, e está defendendo seus deveres como o chefe de Estado.
- A bandeira Real com o brasão de armas menor é hasteada no Palácio Real se por razão de doença, viagem internacional ou por qualquer outra causa, o Rei é inevitavelmente impedido de exercer as suas funções; um membro da Casa Real sob a ordem válida de sucessão que não está impedido assume e exerce as funções de Chefe de Estado, na qualidade de regente interino.
- A bandeira com três caudas, sem o brasão de armas, é hasteada no Palácio Real, quando o Parlamento sueco (Riksdag) nomeou uma pessoa para servir em uma ordem do governo como regente interino quando nenhum membro da Casa Real sob a ordem válida de sucessão está em uma posição para servir. A bandeira de guerra com três caudas também é hasteada no Palácio Real quando o discursante ou, na sua ausência inevitável, um dos vice-discursantes, serve, em uma ordem do governo, como regente interino quando nenhum membro da Casa Real sob o ordem válida de sucessão está em uma posição para servir.

Com Carlos XVI Gustavo, rei desde 1973, a bandeira com três caudas foi hasteada no Palácio Real apenas uma vez. Isso ocorreu entre 2 e 3 de julho de 1988, quando o rei foi a uma reunião privada em Wuppertal, na Alemanha. Ao mesmo tempo, o Duque da Halândia, tio do rei e o único na linha de sucessão, estava numa visita privativa a Sainte-Maxime, na França. O governo, portanto, ordenou o porta-voz do Parlamento sueco, Ingemund Bengtsson, para servir como regente interino por dois dias.

### Uso privado da bandeira de Estado
Há várias exceções notáveis em relação a proibições de companhias privadas de usar a bandeira de Estado. Todos esses privilégios foram encerrados conforme um novo regulamento específico da bandeira de 22 de Junho de 1906.
- De acordo com um registro Real de 31 de outubro de 1786, a Companhia Sueca das Índias Orientais tinha o direito de usar a bandeira de guerra com três caudas nas "águas índias", quando não estavam sobre a proteção da marinha sueca. Na frota mercante, comumente havia a prática ilegal de usar a bandeira de guerra para indicar que o navio estava armado.
- Em 1838, foi decidido que navios privados contratados pelo serviço postal deveriam usar a bandeira com corte em V.
- Em 27 de Fevereiro de 1832, o Clube Real de Iate Sueco recebeu o direito de usar a bandeira de guerra com três caudas, incluindo um centro branco com um "O" dourado com a coroa do duque em cima (e a partir de 1878, a coroa real).
- Em 7 de Junho de 1893, o Clube Real de Iate de Gotemburgo recebeu o direito de usar a bandeira de guerra com três caudas, incluindo um centro branco com um "G.K.K.S" dourado com uma estrela em cima.

## Dias oficiais de hasteamento público da bandeira
Segundo o costume, a bandeira sueca é hasteada publicamente nos seguintes dias:

| Data                        | Nome                              | Nome em Sueco              | Notas                                                          |
| --------------------------- | --------------------------------- | -------------------------- | -------------------------------------------------------------- |
| Primeiro de Janeiro         | Dia de ano-novo                   | Nyårsdagen                 |                                                                |
| 28 de Janeiro               | Dia com nome do Rei               | Konungens namnsdag         | Rei Carlos XVI Gustavo                                         |
| 12 de Março                 | Dia com nome da Princesa Herdeira | Kronprinsessans namnsdag   | Princesa Herdeira Vitória                                      |
| Domingo móvel               | Páscoa                            | Påskdagen                  | Primeiro Domingo após a primeira lua cheia ou após 21 de Março |
| 30 de Abril                 | Aniversário do Rei                | Konungens födelsedag       | Rei Carlos XVI Gustavo                                         |
| Primeiro de Maio            | Dia do Trabalho                   | Första maj                 |                                                                |
| Domingo móvel               | Pentecostes                       | Pingstdagen                | 50 dias depois da Páscoa                                       |
| 6 de Junho                  | Dia Nacional da Suécia            | Sveriges Nationaldag       | Dia da Bandeira. Feriado oficial de 2005                       |
| Terceiro sábado de Junho    | Dia de São João                   | Midsommardagen             |                                                                |
| 14 de Julho                 | Nascimento da Princesa Herdeira   | Kronprinsessans födelsedag | Princesa Herdeira Vitória                                      |
| 8 de Agosto                 | Dia com nome da Rainha            | Drottningens namnsdag      | Rainha Sílvia                                                  |
| Segundo domingo de Setembro | Dia da eleição pro Parlamento     | Dag för val till riksdagen | Eleições acontecem a cada quatro anos                          |
| 24 de Outubro               | Dia das Nações Unidas             | FN-dagen                   |                                                                |
| 6 de Novembro               | Dia de Gustavo II Adolfo          | Gustav Adolfsdagen         | Batalha de Lützen (1632)                                       |
| 10 de Dezembro              | Dia do Nobel                      | Nobeldagen                 | Cerimônia de entrega do Prêmio Nobel                           |
| 23 de Dezembro              | Nascimento da Rainha              | Drottningens födelsedag    | Rainha Sílvia                                                  |
| 25 de Dezembro              | Dia de Natal                      | Juldagen                   |                                                                |

## Fora da Suécia
As bandeiras de Wilmington, Delaware e Filadélfia, Pensilvânia, nos Estados Unidos, foram feitas em lembrança à colônia da Nova Suécia. A cruz possui o selo da cidade em seu centro. A bandeira do time de futebol argentino Boca Juniors e suas cores foram inspiradas na bandeira da Suécia.